# جائزة البرازيل الكبرى 2015
جائزة البرازيل الكبرى 2015 (بالإنجليزية: 2015 Brazilian Grand Prix)‏ هو سباق فورمولا 1 أقيم بتاريخ 15 نوفمبر 2015 في حلبة جوزيه كارلوس بيس للسيارات، البرازيل. كان الثامن عشر من أصل 19 في بطولة العالم لسباقات الفورمولا واحد موسم 2015. حلّ نيكو روسبيرغ أولا.